# Incidente del L-100 Hercules dell'Aeronautica militare indonesiana del 2009
Il 20 maggio 2009, un Lockheed L-100-30(P) Hercules dell'Aeronautica militare indonesiana che trasportava 112 persone (98 passeggeri e 14 membri dell'equipaggio) si schiantò intorno alle 06:30 ora locale (23:30 UTC), mentre volava da Giacarta a Giava orientale. L'incidente provocò 99 vittime, 2 delle quali nell'impatto, quando l'aereo colpì almeno quattro case prima di finire in una risaia nel villaggio di Geplak. Questo è considerato uno dei peggiori disastri aerei della storia indonesiana ed è stato il primo incidente dell'aeronautica militare dopo il disastro del 1991 di Giacarta, che coinvolse anche un C-130 Hercules e provocò 135 vittime.

## L'aereo
Il velivolo era un Lockheed L-100-30(P) versione civile del Lockheed C-130 Hercules, immatricolato A-1325. Stava effettuando un normale volo per trasportare personale militare e le loro famiglie alla base aerea di Iswahyudi. Aveva effettuato il primo volo nel 1982.

## L'incidente
L'aereo si preparava ad atterrare alla base ma si schiantò a circa 5,5 chilometri a nord-ovest dell'estremità nord della pista, prendendo fuoco al momento dell'impatto. Le condizioni di volo erano buone e il tempo era sereno al momento dell'incidente. Il controllo aereo comunicò con l'equipaggio pochi minuti prima dell'incidente e non segnalò alcun problema. 11 dei 15 sopravvissuti vennero curati all'ospedale Dr. Soedono e 4 all'ospedale della base. Tutti i deceduti vennero identificati entro la sera del 22 maggio.
L'aeronautica indonesiana dichiarò che era improbabile che le cause dell'incidente aereo venissero rese pubbliche, una pratica che si dice essere uno standard militare in tutto il mondo. L'aereo aveva superato l'ispezione il giorno prima dell'incidente I testimoni affermarono di aver visto del fuoco all'interno dell'aereo, di aver sentito due esplosioni, di aver visto cadere a terra dadi e bulloni fino a 2 km di distanza dal luogo dell'incidente e di aver visto un'ala staccarsi dall'aereo. Un sopravvissuto disse che "sembrava che i motori dell'aereo si fossero fermati e che il velivolo avesse cominciato a spezzarsi a mezz'aria". Altri ipotizzavano che la serie Hercules fosse mal progettata, ma che l'Aeronautica Militare fosse troppo carente di fondi per permettersi aerei più sicuri o pezzi di ricambio per gli aerei di cui disponeva.